# بی‌کران (آلبوم استراتواریوس)
«بی‌کران» (به انگلیسی: Infinite) آلبومی از استراتوواریوس است که در ۲۸ مارس ۲۰۰۰ منتشر شد.